# Taxidermie
Pour les articles homonymes, voir Taxidermie (homonymie).
La taxidermie ou naturalisation est l'art de préparer les animaux morts pour les conserver avec l'apparence de la vie.
Le terme provient du grec ancien τάξις / táxis (ordre, arrangement) et de δέρμα / dérma (la peau). Il apparaît pour la première fois dans le Nouveau Dictionnaire d'histoire naturelle (1803-1804) de Louis Dufresne (1752-1832).
Le métier correspondant est celui de taxidermiste ou empailleur (vieilli).

## Histoire

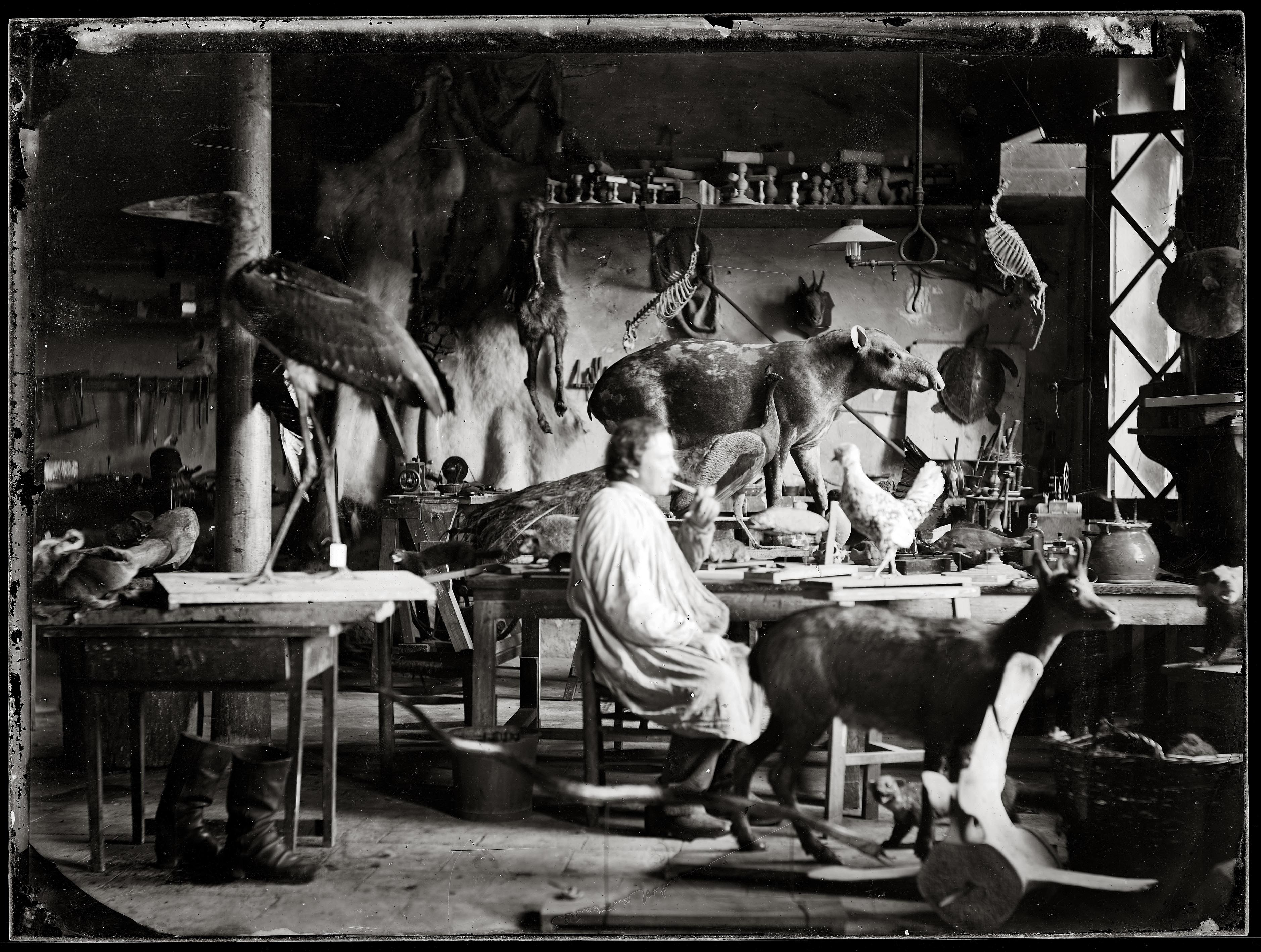
Atelier de taxidermiste au muséum de Toulouse, par Eugène Trutat.

Dans la Préhistoire, l'homme a commencé à maîtriser les techniques de base du tannage. D'autres techniques de conservation des corps morts ont ensuite été mises au point, notamment l'embaumement par les Égyptiens. À partir du XVIe siècle, des techniques (celles décrites par Pierre Belon, par exemple) ont permis de préserver pour un temps les corps d'animaux ramenés des contrées nouvellement découvertes pour en enrichir les cabinets de curiosités ou une collection comme celle de l'Ashmolean Museum à Oxford (qui a possédé jusqu'en 1755 le corps empaillé du dernier dodo).
Réaumur publia en janvier 1748, dans la revue Philosophical Transactions of the Royal Society, un essai sur la préservation des oiseaux. Le vaste cabinet de spécimens qu'il constitua servit à son conservateur, Mathurin Jacques Brisson, pour rédiger son Ornithologie en 6 volumes (1760).
C'est vers la même époque, avec les travaux de Jean-Baptiste Bécœur en particulier, que la taxidermie est devenue une pratique plus sérieuse. En 1793, Louis Dufresne (18 janvier 1752, Champien, près de Péronne – 11 octobre 1832) devint taxidermiste au Muséum national d'histoire naturelle à Paris. Il retrouva la technique de Bécœur et la fit connaître par un article dans le Nouveau dictionnaire d'histoire naturelle (1803-1804). Sa vaste collection personnelle (oiseaux, etc.) est aujourd'hui conservée au musée royal d'Écosse.
Pendant près de 50 ans, les essais se sont limités à des explorations des possibilités de la technique du moment. Les principales techniques ont poursuivi leur évolution, par exemple pour ce qui est des composés chimiques utilisés pour conserver les parties organiques.

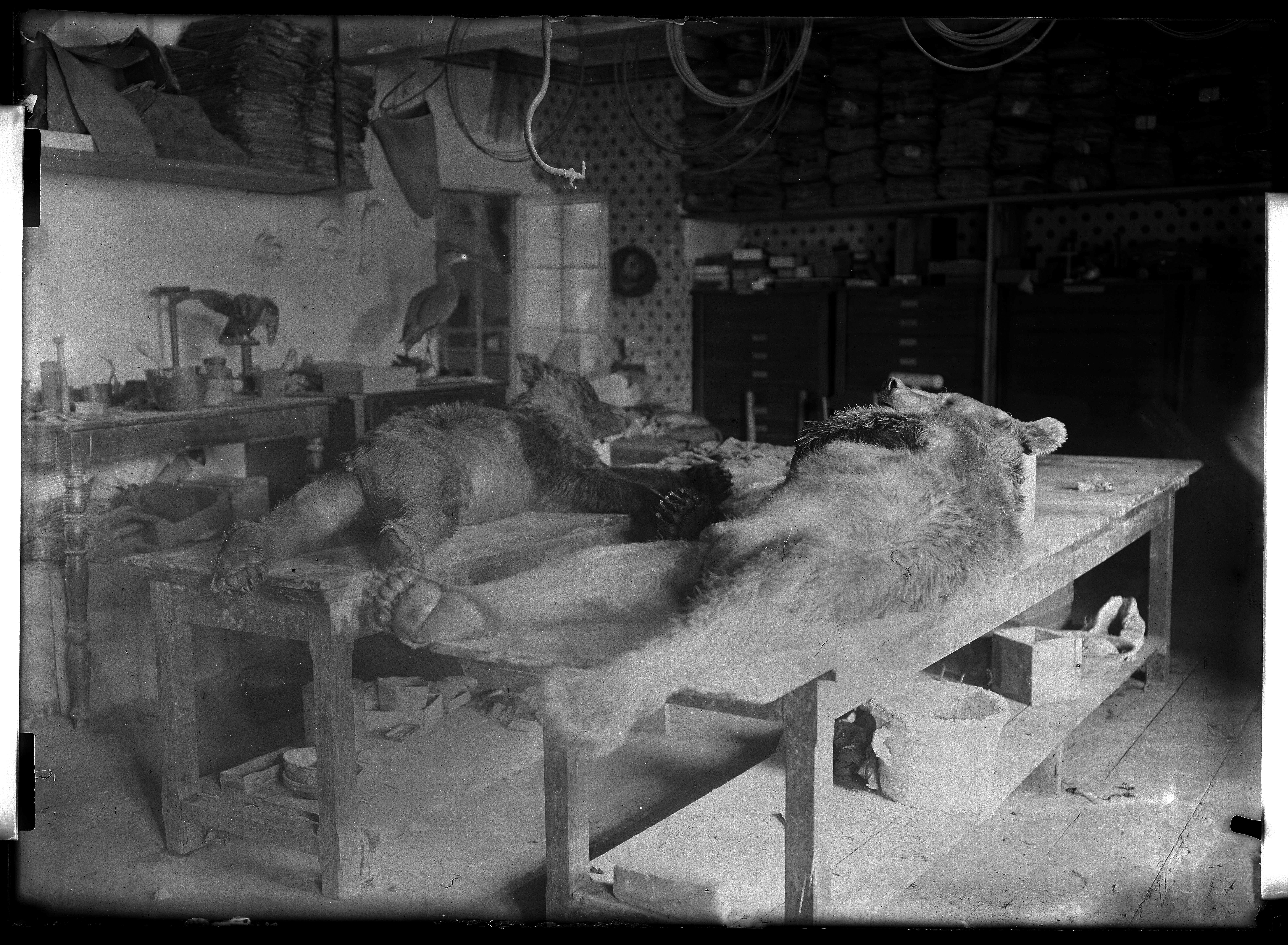
Ours sur la table de taxidermie du muséum de Toulouse, par Eugène Trutat.

Il y a eu au XIXe siècle une véritable mode de la taxidermie, avec la publication de manuels comme celui de Montagu Browne, Practical Taxidermy ou de Joseph H. Batty, Practical Taxidermy and Home Decoration Together with General Information for the Sportsman (New York: Orange Judd Company, 1885), la constitution de grandes collections par des hommes comme Pierre Antoine Delalande ou son neveu Jules Verreaux, à Paris, et l'apparition des premiers grands ateliers de taxidermie comme celui de Jean-Baptiste Deyrolle à Paris, fondé en 1831, ou de Rowland Ward (1848-1912), à Londres. En Allemagne, Hermann Ploucquet, taxidermiste au Cabinet royal des sciences naturelles de Stuttgart, crée des dioramas avec des groupes d'animaux dans leur environnement naturel ainsi que des scènes humoristiques avec des représentations d'animaux humanisés ; leur présentation à la première des expositions universelles à Londres en 1851 a connu un grand succès. Parmi les grands taxidermistes anglais, il faut également citer Charles Waterton et Walter Potter (en) dont les dioramas à partir de 1854 sont réputés.
Pour le début du XXe siècle, on retiendra Robert Didier et Albert Boudarel (du Muséum national d'histoire naturelle) et leur ouvrage L'Art de la taxidermie au XXe siècle, recueil de techniques pratiques de taxidermie pour naturalistes professionnels, amateurs et voyageurs en 1974, Lechevalier (Paris). Quelques spécimens illustrés dans cet ouvrage existent toujours, dont trois sont exposés au muséum d'histoire naturelle de Bourges.
Aux États-Unis, la célèbre sirène des îles Fidji (Feejee Mermaid) de Barnum a été exposée dans son American museum ouvert en 1842. Il s'agissait d'une chimère. Par ailleurs, William Hornaday servit comme chef taxidermiste du National Museum of Natural History de la Smithsonian Institution en 1882-1890. Le Muséum américain d'histoire naturelle (et son Akeley Hall of African Mammals) à New York est également connu pour ses dioramas (remontant au début du XXe siècle, photographiés par Hiroshi Sugimoto.
Les évolutions actuelles concernent principalement l'allègement et le renforcement des structures internes.

## Techniques

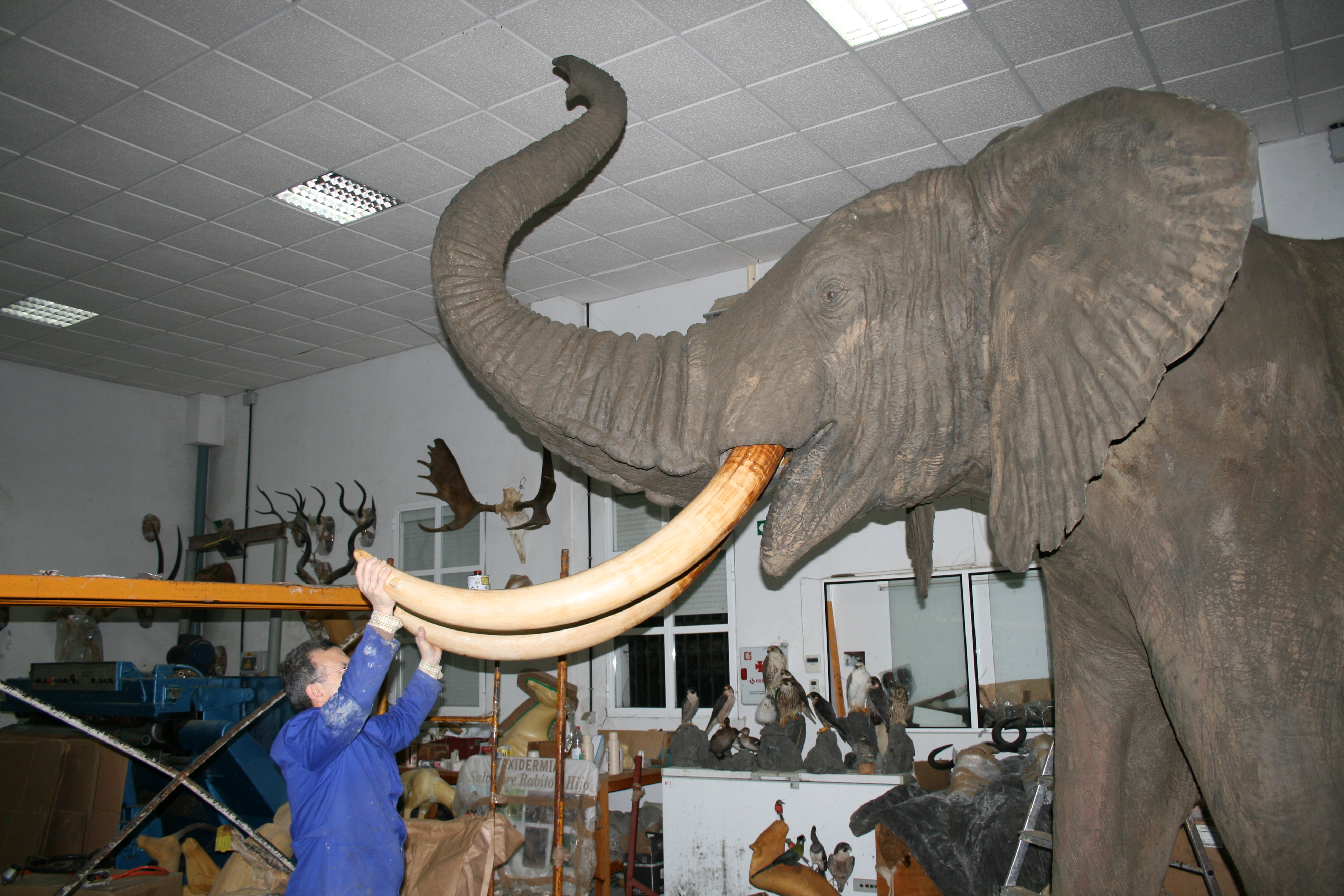
Éléphant naturalisé.

Le principe de la taxidermie consiste à construire une structure ou squelette (en métal, en bois ou aujourd'hui en polyéthylène) sur laquelle on reconstitue les formes de l'animal. Cette reconstitution se faisait initialement en paille, d'où le terme d’empaillage pour désigner l'opération. On parle aussi de naturalisation
La fibre de bois, également appelée frisure, frison ou paille de bois, peut également être utilisée pour façonner l'animal. La peau de ce dernier est ensuite posée par-dessus et ajustée, après avoir été tannée et protégée par des agents chimiques divers.
Pour restaurer au mieux les caractéristiques de l'animal et rendre la plus réaliste possible la reconstitution, on utilise des yeux de verre et d'autres artifices pour certains organes qui ne peuvent pas être conservés chimiquement, comme la langue.

### Le dépouillage

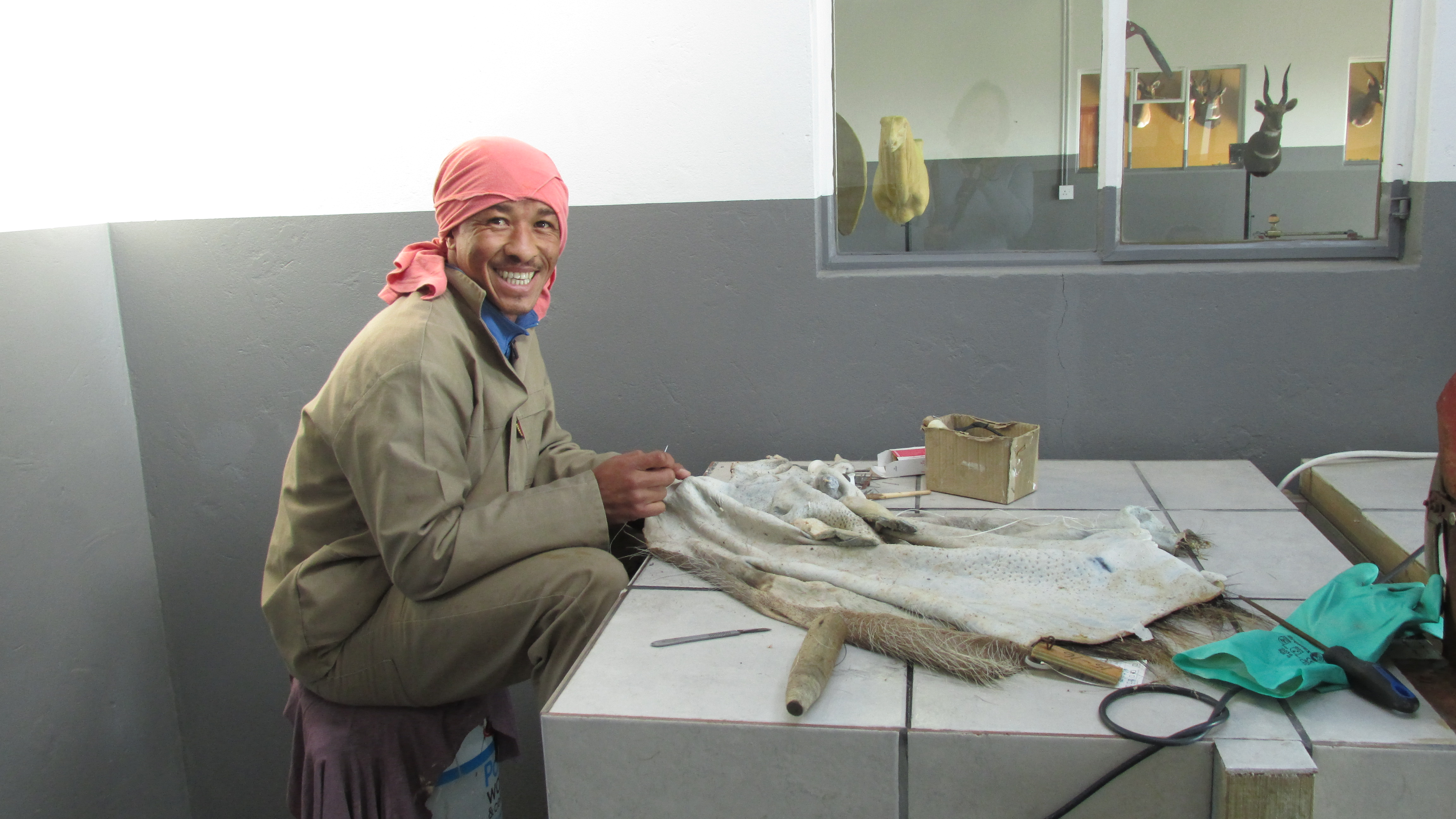
Taxidermiste au travail en Afrique du Sud.

Il consiste à retirer la peau de l'animal. Cette étape a lieu le plus tôt possible après la mort de l'animal, avant qu'il ne soit abîmé. Pour cela des incisions sont faites, sous le ventre et à l'intérieur des pattes. La peau doit être décollée avec soin de la chair, puis la moindre parcelle de chair, de graisse ou d'os restante doit être grattée. Ceci garantit que des organismes nécrophages ne s'installent et détruisent le travail une fois celui-ci terminé, voire ne contaminent d'autres réalisations à l'intérieur de la collection.
Toutes les parties de la peau doivent être gardées, y compris celle des dernières phalanges des doigts, de l'intérieur des babines, des paupières et des organes génitaux.
Des parties du squelette peuvent être conservées. Historiquement, dans les anciens montages, c'était le cas du crâne. Pour les oiseaux, surtout ceux de petite taille, les os des ailes et des pattes sont le plus souvent laissés en place.

### Le tannage

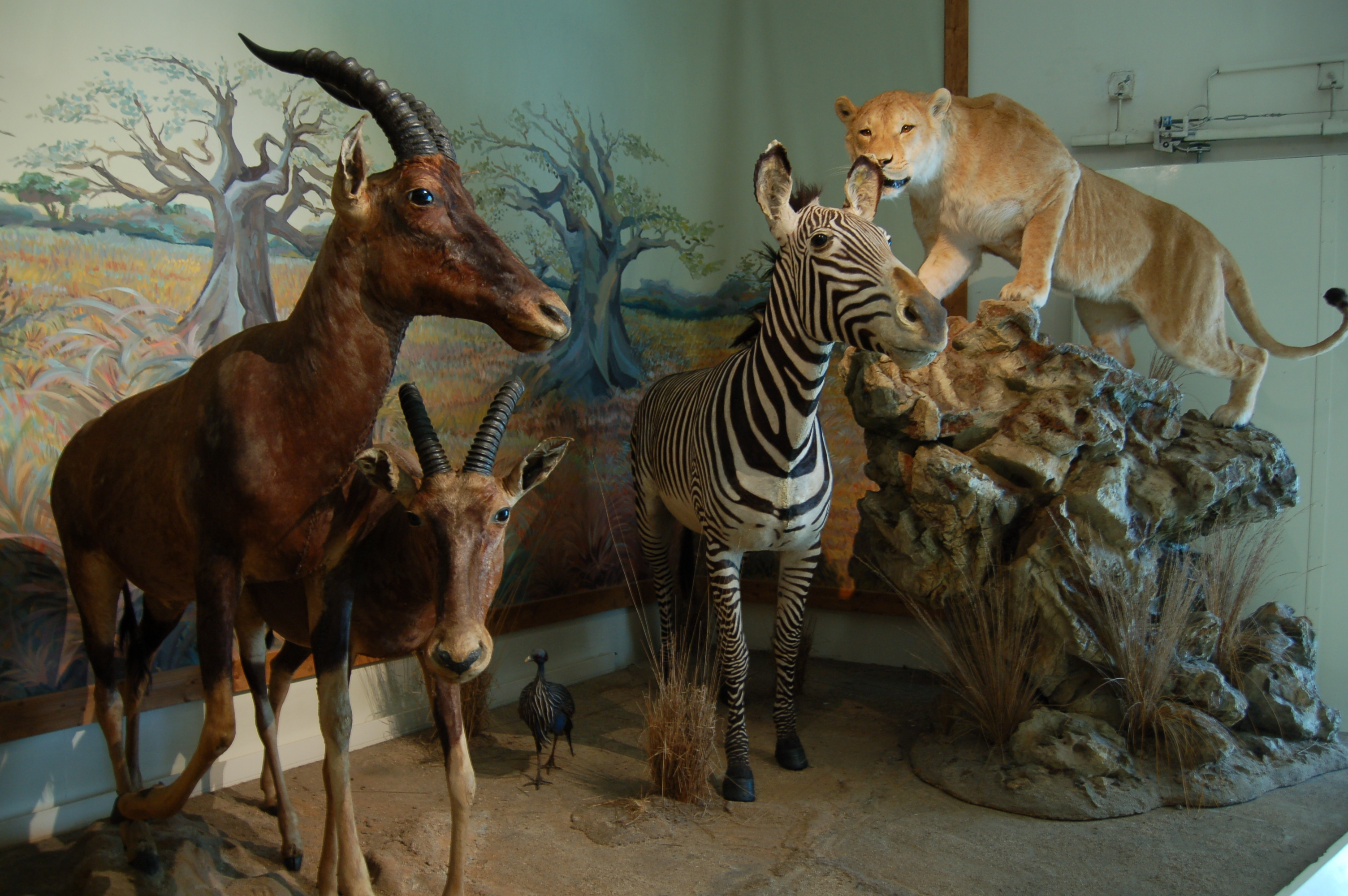
Animaux naturalisés au muséum d'histoire naturelle de Bourges. À gauche, les deux damalisques illustrés par Didier & Boudarel, 1920.

L'objectif du tannage est à la fois d'assouplir la peau en vue du montage, et de la protéger chimiquement, en la rendant imputrescible, contre les agressions d'agents biologiques (bactéries, champignons, insectes) qui pourraient s'en nourrir.
On trempe la peau dans différents bains chimiques, dont la composition est étudiée pour préserver ses caractéristiques physiques et son aspect. Un graissage termine l'opération en redonnant la touche de souplesse finale à la peau traitée. Il est nécessaire après traitement d'entretenir les poils par brossages réguliers.
Les tannages à l'alun, plus simples d'utilisation, sont les plus courants. Ces tannages ont l'inconvénient d'être fortement sensibles aux variations de température et d'humidité, ce qui pose des problèmes de conservation, notamment dans les musées d'histoire naturelle. Les tannages synthétiques modernes, même s'ils restent encore peu utilisés, répondent en grande partie à ces inconvénients.
Les peaux des oiseaux ne sont pas à proprement parler tannées. Elles subissent une dessiccation naturelle et sont rendues imputrescibles par l'application de produits antibactériens. Le plus connu d'entre eux est le savon arsenical de Bécoeur qui a été utilisé depuis le XVIIIe siècle (les œufs d'oiseaux, eux, sont conservés par la technique dite du « vidage »).

### Le mannequin
Il permet de reconstituer la forme générale de l'animal dans une posture donnée. Initialement de bois et de paille, sa composition a évolué vers une structure interne métallique habillée de bois et de plâtre. Enfin, des matières synthétiques (mousses ou résines), plus légères et faciles à retravailler en fonction du gabarit de l'animal traité, sont apparues sur le marché, produites en série et couvrant une large gamme d'animaux et de postures.
La recherche technologique continue sur les matières synthétiques telles que les polyéthylènes qui permettent d’obtenir des mannequins moins lourds et plus résistants au choc, qui vieillissent sans créer de cocktails chimiques néfastes pour l'objet ou les personnes le manipulant.

### Le montage ou le moulage
La peau est enfilée sur le mannequin, éventuellement enduit d'une graisse afin de faciliter le montage. En général, de petites retouches sont nécessaires soit sur la peau elle-même, soit sur les formes du mannequin, avant la couture finale. Il est aussi possible d'effectuer de derniers travaux pour parfaire l'aspect de la peau ou du pelage (ou du plumage) : séchage, brossage, peinture… et montage des yeux.
Dans certains cas, notamment pour les poissons, il est plus simple d'effectuer directement un moulage (avec des matières plastiques souples) de la peau de l'animal : ceci simplifie le travail du taxidermiste bien que la méthode soit plus onéreuse. Le moulage est également utilisé pour préparer certaines pièces comme un groin, un bec, des dents ou des pattes.

Naturalisation de l'ourse Cannelle par Brian Aïello, taxidermiste au muséum de Toulouse
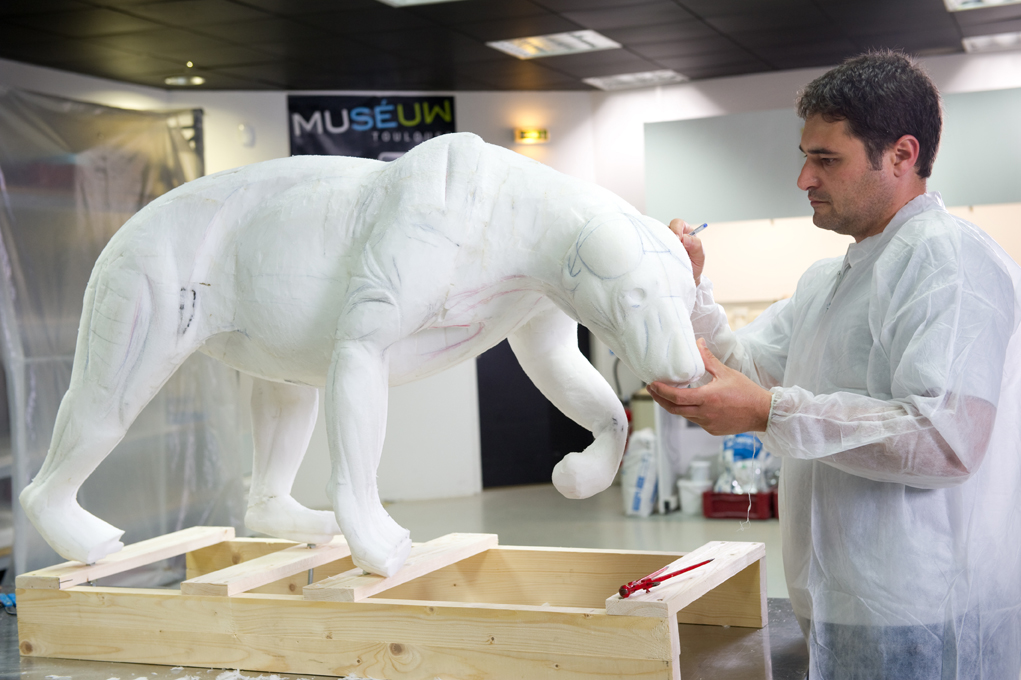
1. Le mannequin.
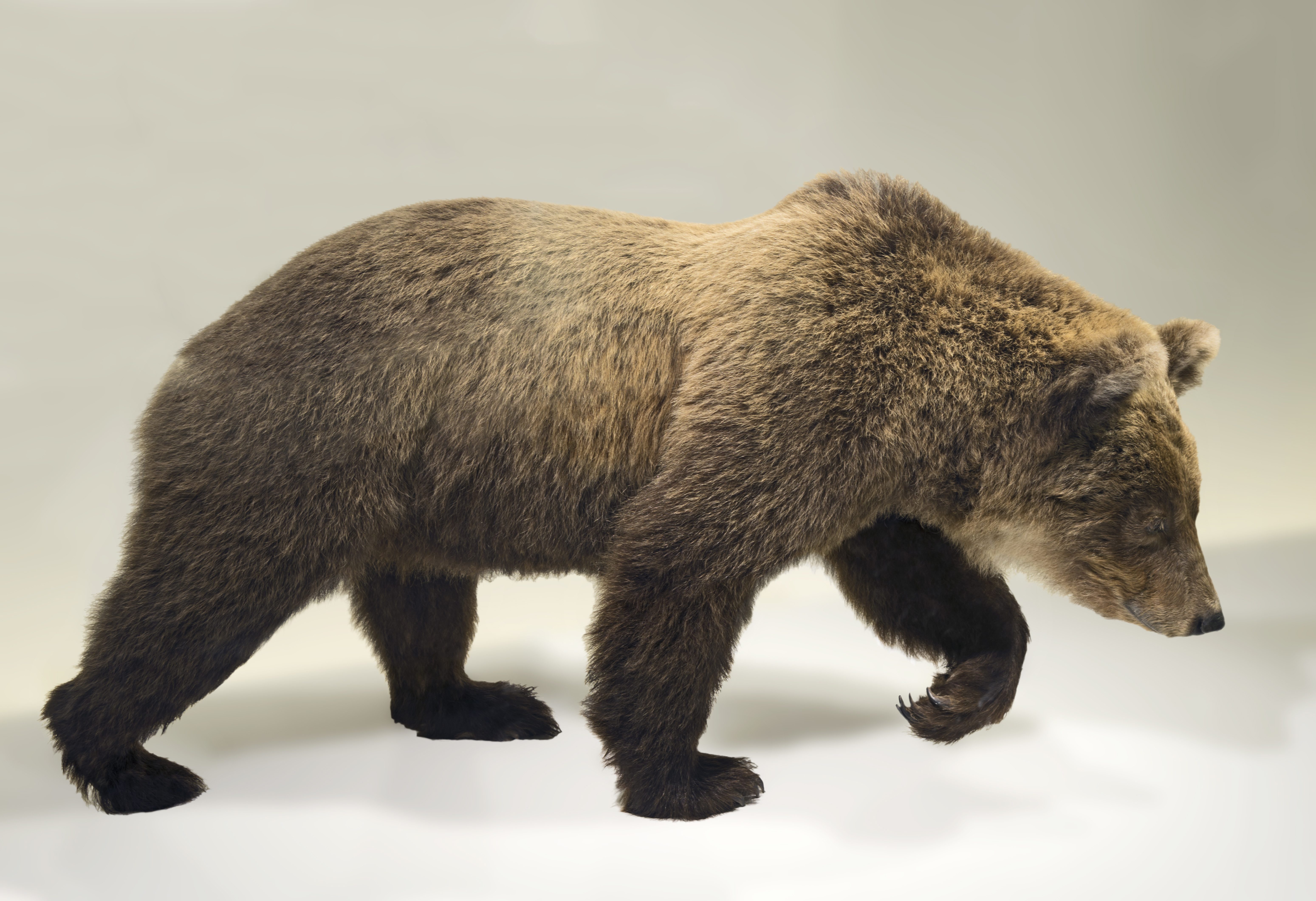
2. L'animal reconstitué.

### La naturalisation des vertébrés aquatiques et des invertébrés
- Le principe et les opérations pré-citées pour les mammifères, oiseaux et reptiles, est similaire dans les grandes lignes pour la naturalisation des poissons (ou ichtyotaxidermie). S'y rajoutent cependant deux points spécifiques, qui sont la re-colorisation — les poissons perdent leurs couleurs à la mort — et le vernissage, destiné à rendre l'aspect brillant du mucus ; facultativement, ils peuvent être fixés à plat sur une plaque de bois ou rattachés à une armature. Pour le cas particulier des grandes espèces de poissons, la technique de la lyophilisation est préférée à la technique de la dessiccation[7].

- Pour les amphibiens (grenouilles, tritons, etc.), le problème vient de la finesse et de la fragilité extrême de leur peau, en plus du problème de taille. Le moulage est ainsi la technique souvent privilégié, pour sa simplicité[8]. Comme pour les poissons, et a fortiori pour un moulage, une phase de colorisation est nécessaire.

- Les invertébrés à corps dur : les arthropodes de grande taille sont, comme les vertébrés, vidés avant d'être séchés. Ceux de petite taille et les spécimens à l'état larvaire (chenilles, etc.) sont eux directement dessiqués par la technique dite du « soufflage »[9]. Pendant la durée du soufflage, pour éviter un rétrécissement de l'exosquelette, un coton-tige du même volume que l'animal vivant est introduit dans le corps (pour les petits spécimens, fixation pour éviter des courbures). Le cas particulier des papillons nécessite comme matériel, en plus des épingles entomologiques, un étaloir[10] pour la phase de dessiccation.

- Pour les invertébrés à corps mou comme les spongiaires (éponges), cnidaires (anémones et méduses), annelidés (vers), le choix des techniques se fait entre la plastination ou le bain liquide. La première technique est la plus récente, et la plus complexe à mettre en œuvre (longue et coûteuse, elle vise à remplacer les tissus organiques par du silicone) ; elle a été par exemple appliquée pour le calamar géant exposé depuis mars 2008 au Muséum national d'histoire naturelle à Paris[11]. La seconde technique est la plus ancienne, en laissant baigner l'animal dans une solution liquide de conservation (formol, alcool), dans un récipient transparent (tube, bocal) ; elle est aussi utilisée pour la simple conservation muséologique d'organes. Dans le cas particulier des animaux mous à coquille (mollusques gastéropodes et bivalves) et des échinodermes (oursins) on se contente généralement de conserver les coquilles nettoyées, à part dans des collections de malacologie.

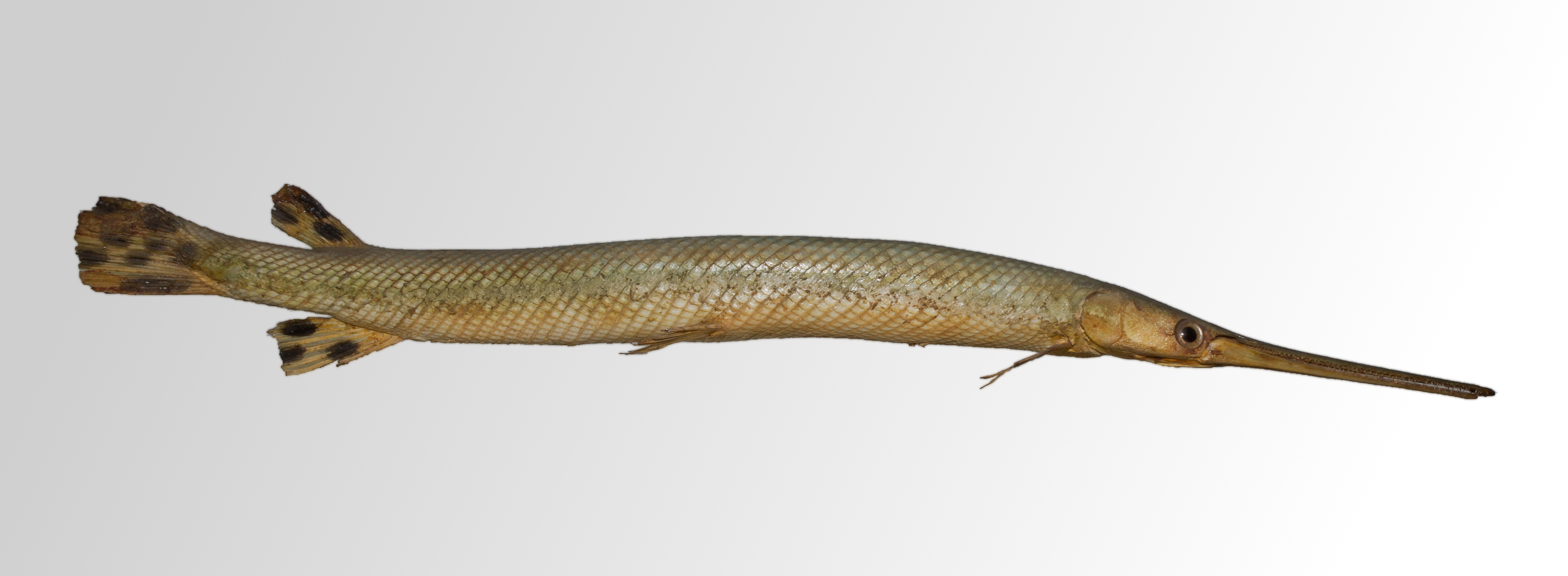
Lépisosté osseux. Colorisé et vernis.
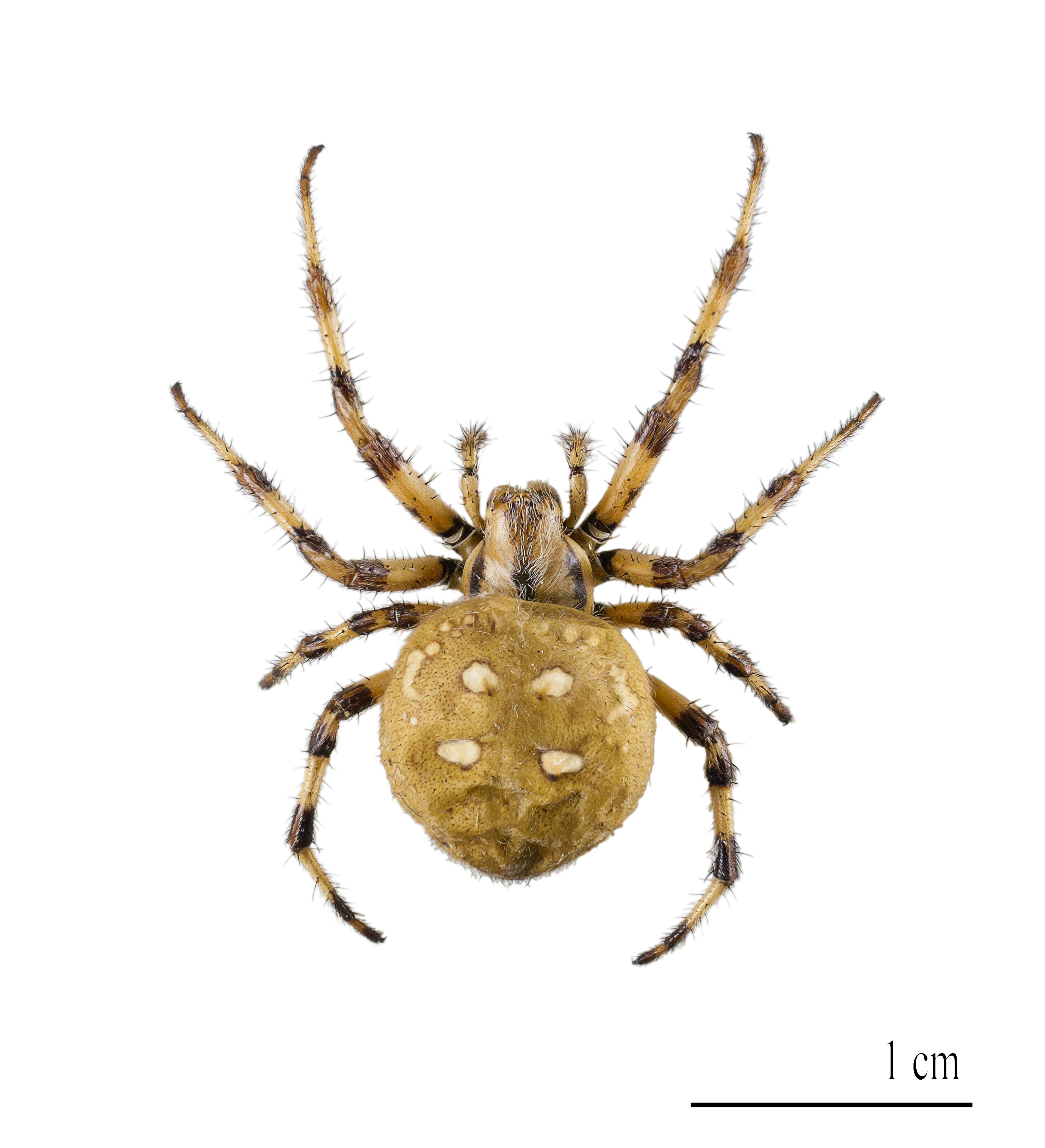
Araneus quatratus, abdomen « soufflé ».
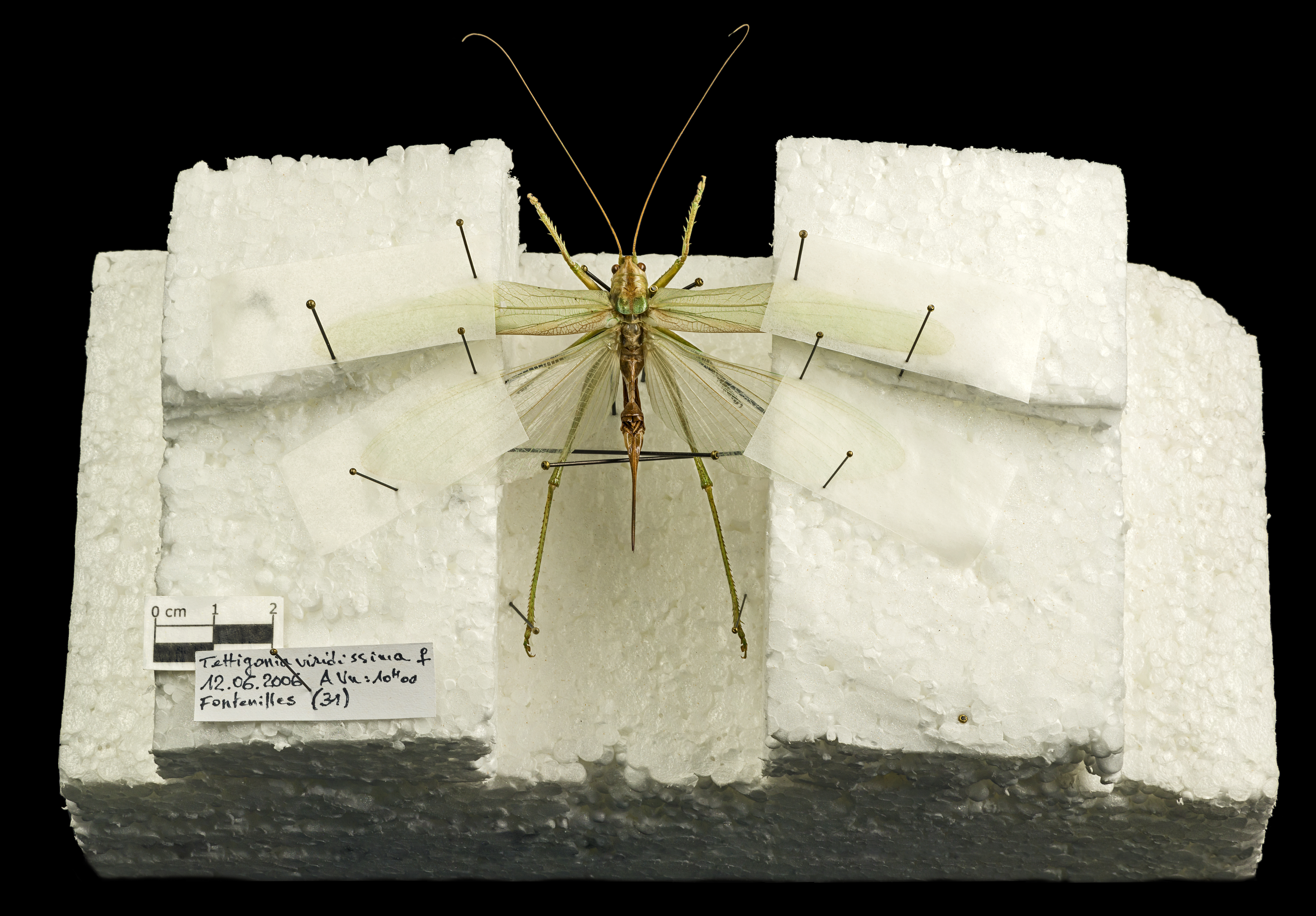
Dessiccation d'une Grande Sauterelle verte MHNT.
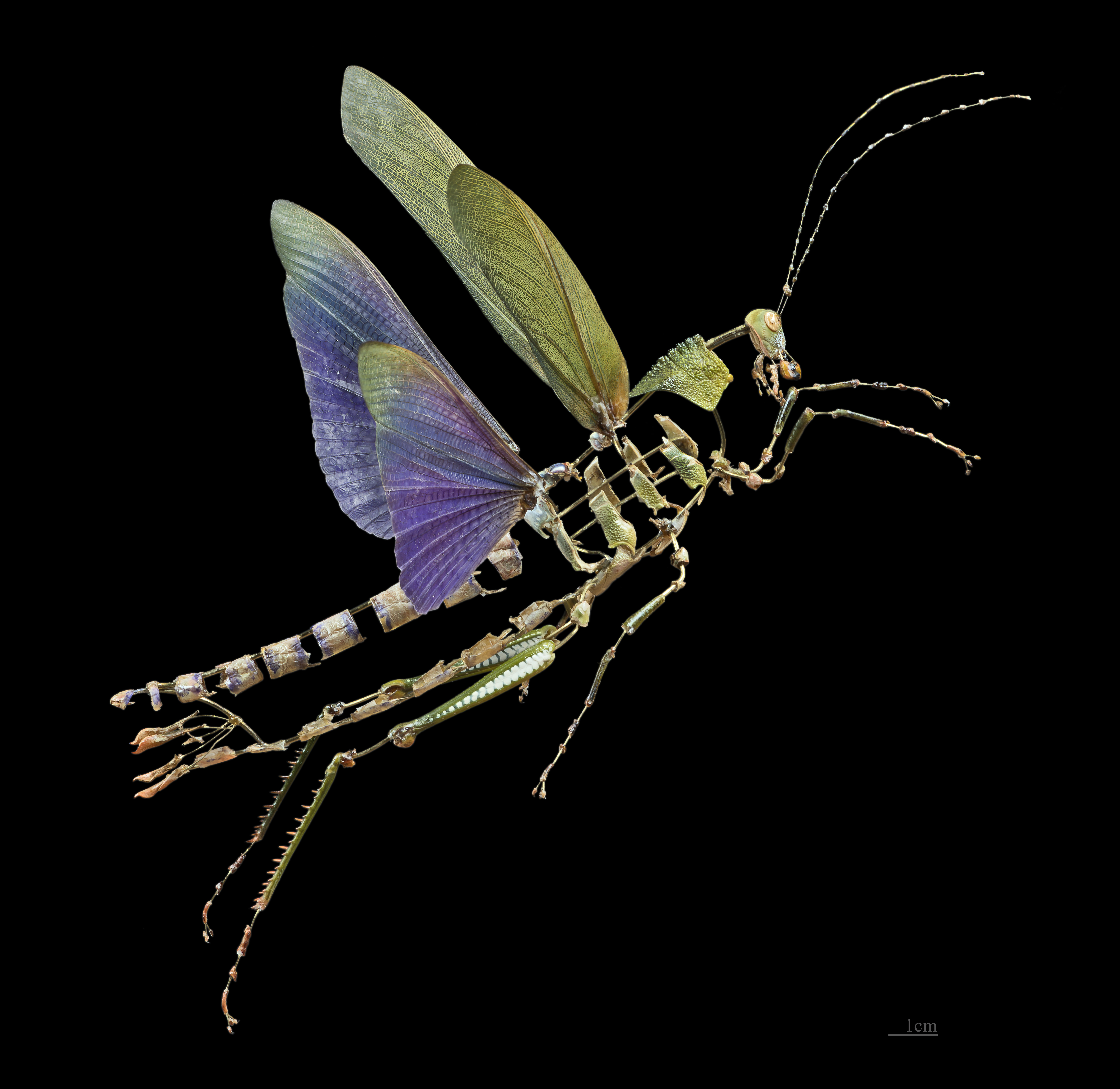
Titanacris. Préparation désarticulée à la Beauchène.

## Curiosités

### Les chimères des muséums
Les « chimères » sont des animaux qui, à l'exemple de la Chimère antique, n'existent pas dans la nature ; et surtout ont un corps composé de plusieurs éléments d'autres animaux (la Chimère de l'Antiquité grecque avait un corps de lion, une tête de chèvre et une queue de serpent), mais ces « animaux » existent bien dans les collections de plusieurs muséums d'histoire naturelle dans le monde. En effet, il s'agit de créations artificielles de taxidermistes qui se sont divertis en dehors de leurs heures de travail en créant des canulars avec des animaux, recombinant des éléments de plusieurs autres animaux. C'est, par exemple, le cas avec les créations « spécimens » montrés à l'occasion du reportage télévisé sur les coulisses du Muséum national d'histoire naturelle, à Paris, ou au travers de la reconstitution de rhinogrades. L'utilisation de cadavres partiels assemblés donnant un animal entier, lorsque certaines parties sont inutilisables, par mutilation par exemple.

Chimères
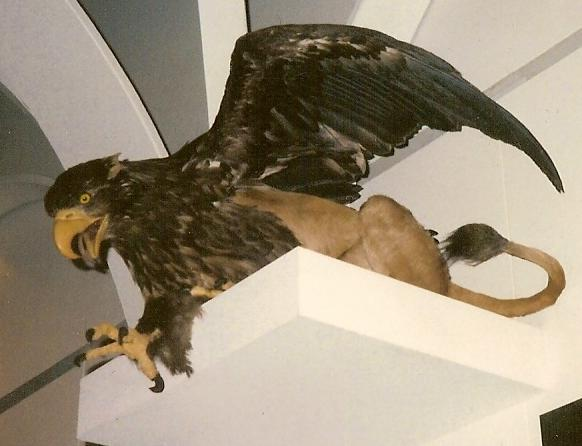
Griffon du Muséum d'histoire naturelle du Danemark.
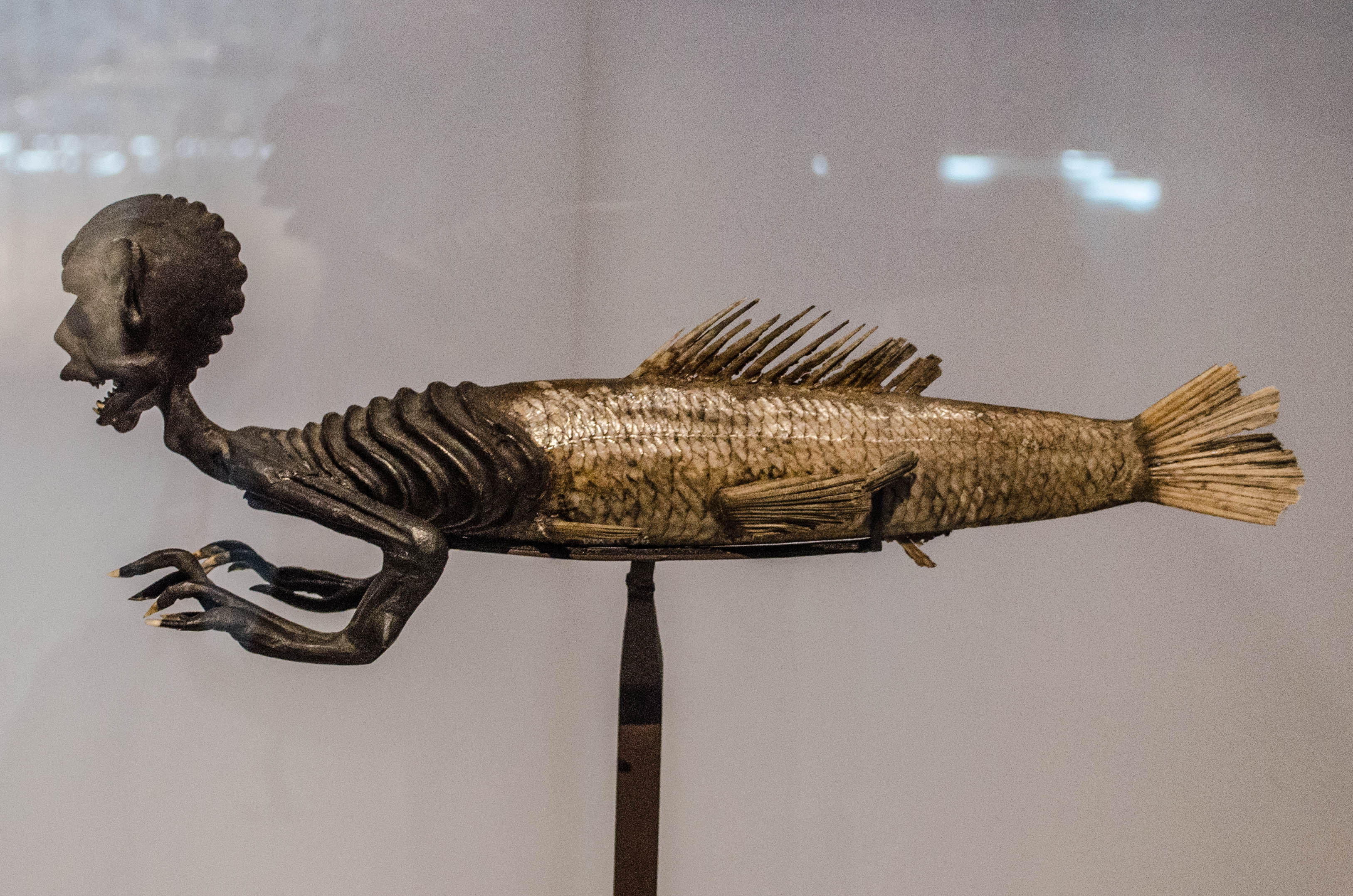
« Sirène des Fidji » au MUCEM de Marseille.
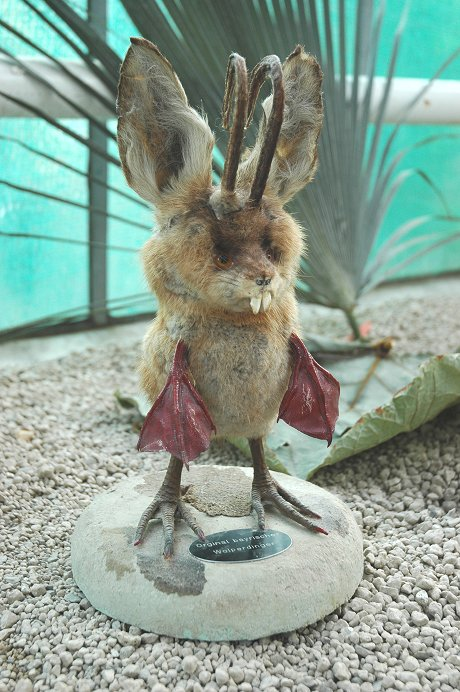
Taxidermie chimérique d'un Wolpertinger.

### Jenny Hanivers
Les Jenny Hanivers sont des formes pseudo-androïdes obtenues à partir d’une Rhinobatidae. Ces créatures larges et plates sont préparées de manière à créer un cryptide macabre. Les narines et la bouche, situées sur la face inférieure de l'animal, sont alors interprétables comme « visage » et d'autres parties peuvent être coupées ou greffées pour donner l'impression d'ailes, jambes et autres appendices, pourvu que le tout soit d'un effet spectaculaire.
Les Jenny Hanivers sont très antérieures aux curiosités et créatures monstrueuses du XIXe telles que les sirènes fidjiennes hystériquement popularisées par Phineas Taylor Barnum. Une des plus anciennes références remonte en effet XVIe siècle à l'Historia Animalium du naturaliste suisse Conrad Gessner. Ce dernier décrit une taxidermie grossière faite à partir d'une raie, probablement l'œuvre d'un marin, que l'on faisait passer pour une créature extraordinaire de l'époque, un dragon. Gessner n'a certes pas été dupe, mais il a tout de suite compris que « les gens ordinaires sont très impressionnés par ces choses ».
Parfois aussi appelée « poisson du diable », les Jenny Hanivers devinrent des curiosités de ville côtière que les colporteurs qualifiaient de dragons momifiés, de sirènes ou d'autres créatures étranges. Du XIXe au XXe siècle, les Jenny Hanivers trouvent tout naturellement leur place au premier rang des cabinet de curiosités et les foires aux monstres.

Jenny Hanivers
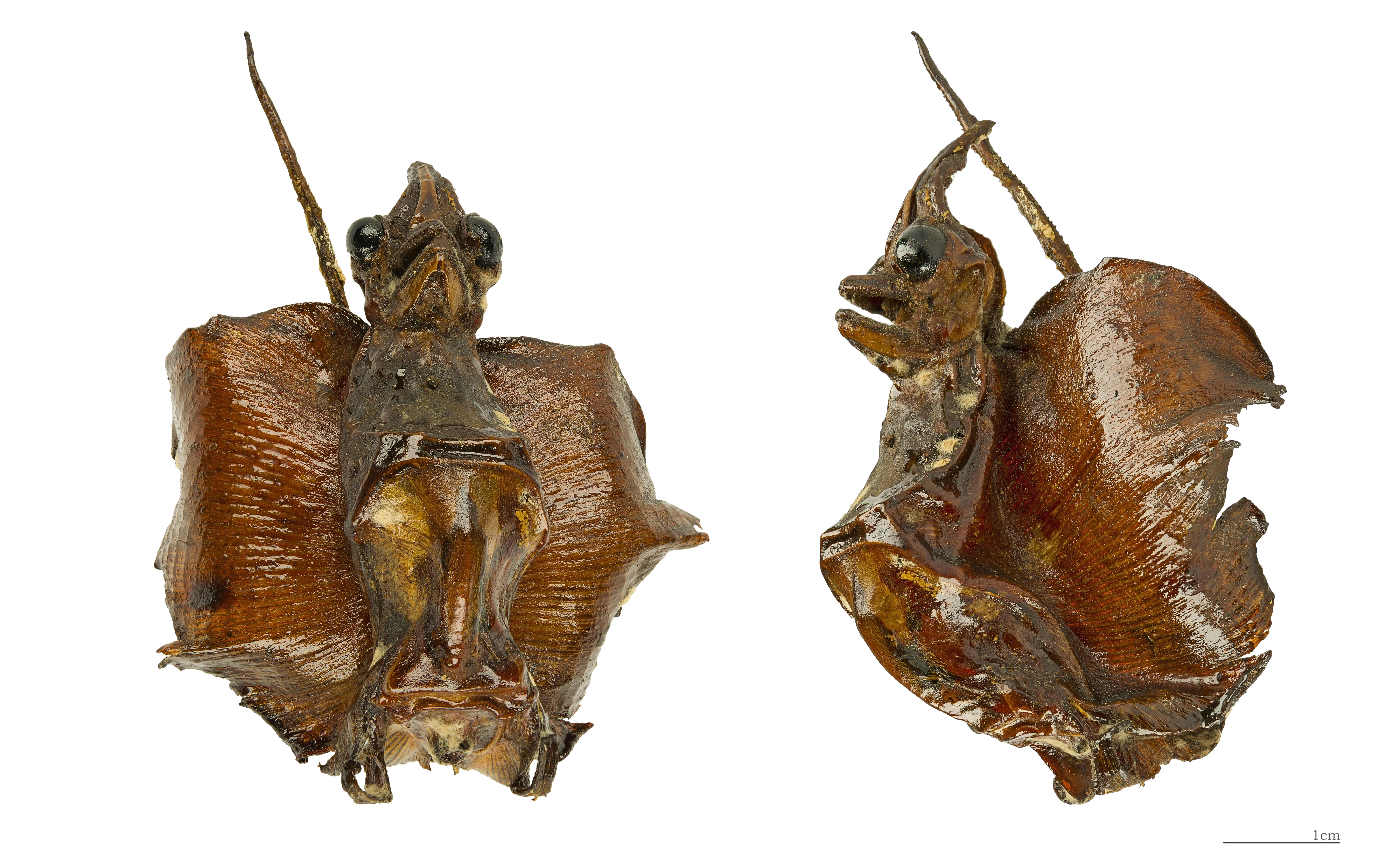
Jenny Haniver : Forme petit dragon - muséum de Toulouse.
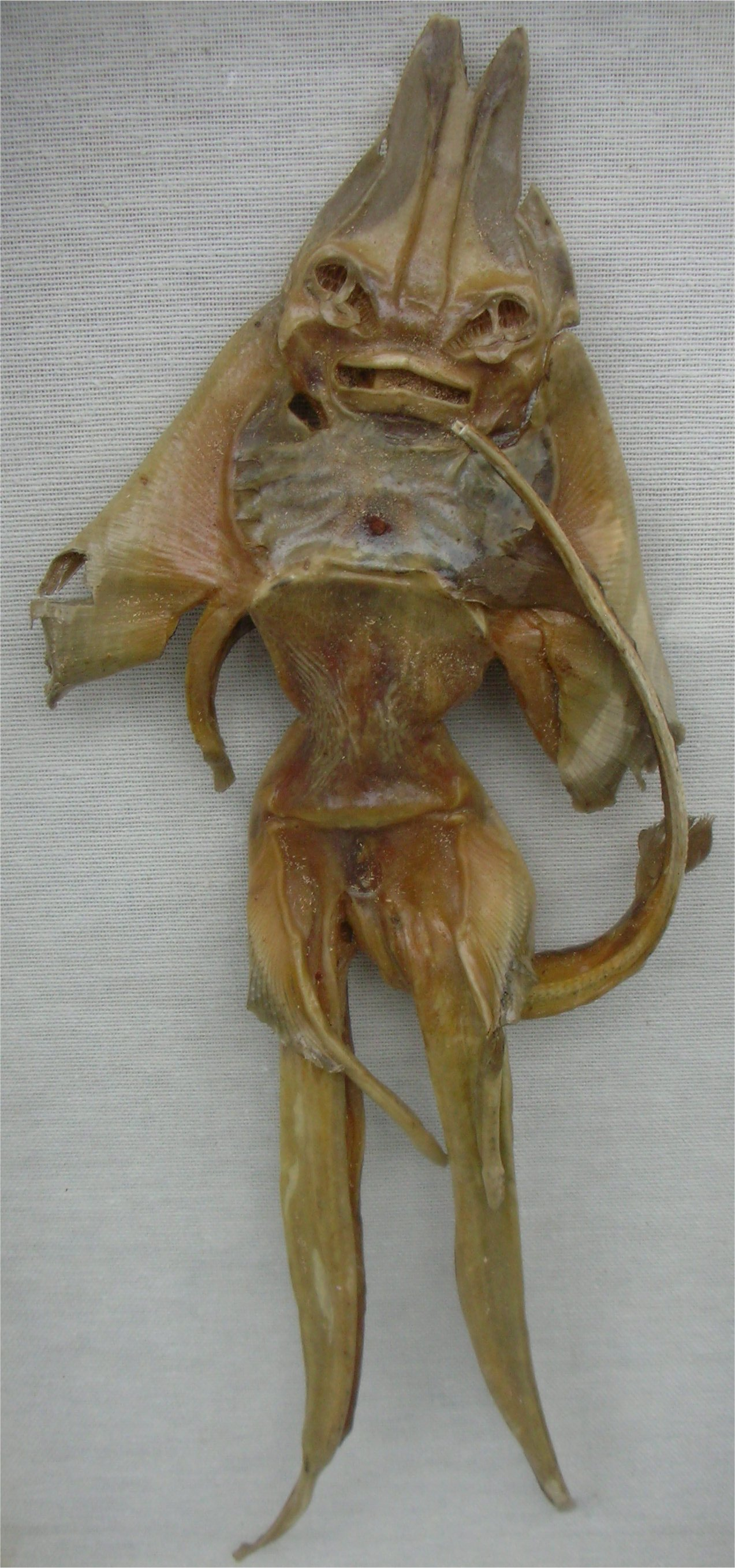
Jenny Haniver : Forme androïde.

### Art contemporain et taxidermie
Parmi toutes les tendances qui foisonnent dans l'art contemporain, il en est une qui utilise les animaux naturalisés dans les créations : la taxidermie d'art se décline principalement dans la taxidermie chimérique (développée dans les cabinets de curiosité dès la Renaissance) et la taxidermie de mise en scène initiée au XIXe siècle par Walter Potter (en) réputé pour ses dioramas anthropomorphes. L'exemple le plus célèbre[réf. nécessaire] est celui d'Annette Messager, l'une des artistes contemporaine française les plus connues à l'étranger, qui a fait à plusieurs reprises la comparaison entre taxidermie et photographie ; depuis les années 1980, elle a la particularité de créer de grandes œuvres complexes intégrant poupées, animaux naturalisés, peluches, et accessoires textiles de « ready-made. » Déclinée différemment, cette tendance se retrouve aussi dans la nouvelle génération d'artistes avec la jeune française Delphine Gigoux-Martin (expositions au centre d’art contemporain - Les Abattoirs de Toulouse en 2006, et au Creux de l’enfer - centre d’art contemporain de Thiers en 2007) ; artiste qui mélange dessins, animaux empaillés et matériaux naturels, des installations sculpturales pour mixer la géométrie contemporaine avec la stylistique rupestre préhistorique ; collectif d'artistes Les 2 Garçons qui insèrent leurs animaux dans de la porcelaine. Tendance aussi importante en Belgique, où en 2006 l'exposition inaugurale « Zoo » du nouveau centre d'art contemporain de Bruxelles (la centrale Électrique) était justement sur ce thème, avec des œuvres d'artistes belges réalisées avec des animaux naturalisés : Johan Muyle (œuvre politique Que le monde aille à sa perte, 1994-1995, avec crocodile naturalisé), Berlinde De Bruyckere (œuvre sur la guerre In Flanders Fields, 2000 avec peaux de chevaux désassemblées) ou Pascal Bernier (œuvre sur l'ambigüité des rapports homme/animal Bipolar Perversion en 2001, avec un ours en peluche géant accouplé à une ourse polaire naturalisée). Sans oublier John Lippens, artiste visuel de Lausanne, connu pour son ouvrage « La mort derrière la paille » et ses photos-peintures « animaux désempaillés ». Plus polémique et plus médiatisé, on ne peut pas passer sous silence le courant de « l'art médical » (œuvres intégrant organes ou carcasses animales) incarné par l'anglais Damien Hirst, avec ses découpages d'animaux sous vitrine et formol (œuvre à scandale Mother and Child Divided en 1993). On peut ajouter à cette liste les noms de Kate Clark (en) (sculptures chimèriques de corps d'animaux avec des têtes d'hommes), Jan Fabre, Wim Delvoye, Maurizio Cattelan, Polly Morgan (en), Claire Morgan, David Shrigley, Angela Silver et Emily Mayer. Il existe un concours de taxidermie américain, la « Carnivorous Nights » (« nuit des carnivores »), au cours duquel les artistes présentent leurs œuvres. Il existe même un championnat mondial de taxidermie,.

### Préparations historiques
Le 30 avril 1632, le roi de Suède Gustave-Adolphe eut son cheval tué sous lui lors du siège d'Ingolstadt, en Bavière. Ce cheval, le « pommelé de Suède » (Schwedenschimmel) est aujourd'hui exposé au musée de la ville et compte parmi les plus vieilles préparations taxidermiques d’Europe.

## Objectifs
Les taxidermies réalisées le sont principalement pour le compte de collections de muséums, comme celle du Muséum national d'histoire naturelle à Paris. Ces pièces sont souvent destinées à préserver un patrimoine en voie de disparition, dans le but d'expositions et d'études. D'autres réalisations vont chez des particuliers, soit pour conserver la mémoire d'un animal de compagnie disparu, soit en tant que trophées (souvenirs de chasse ou décoration de restaurants).

## Conditions de travail
Cette profession s'exerce principalement en atelier mais les expositions-ventes nécessitent des déplacements. Le rythme de travail est fortement lié à la saison de la chasse. Les traitements relatifs aux procédés de naturalisation exigent l'utilisation de produits chimiques toxiques. Afin de prévenir tout risque de contamination ou d'allergies, l'exercice de cette profession nécessite une hygiène stricte (vaccins, port de gants, masques de protection contre les émanations des produits toxiques, les poils, les plumes, les poussières). L'activité doit s'exercer dans le respect de la législation en vigueur concernant les espèces animales protégées.
En matière de formation professionnelle, il existe en France :
- un CAP de taxidermie, préparé au CFA de Meaux (77) ; formation classifiée dans les métiers de l'artisanat d'arts (réf. №93 de la nomenclature de la Chambre des Métiers et de l'Artisanat de Seine-et-Marne, « Taxidermiste », rattaché au secteur Cuir), initialement pour travailler dans le secteur privé ;
- dans le secteur public un concours administratif I.T.R.F. de catégorie B (BAP A « Science du vivant »/FP « Emplois singuliers »/Codification no A5E27) préparateur de naturalia ; pour travailler en muséums d'histoire naturelle, musées de médecine, zoothèques d'universités, laboratoires de recherche scientifique (sur spécimens humains ou animaliers).

## Législation
Sur le plan international, la Convention de Washington règlemente le commerce des espèces menacées d’extinction, y compris sous forme naturalisée, de peaux, crânes, dents, griffes, ou tout autre sous-produit. À côté d'un considérable trafic d'animaux vivants, il existe un trafic non négligeable d'animaux naturalisés ou de peaux exportées frauduleusement à des fins de taxidermie. À titre d'exemple, dans la région parisienne, la douane et l’ONCFS ont le 12 mars 2008 saisi 215 trophées de chasse d’animaux appartenant à des espèces protégées (valeur estimée 133 000 €) chez un taxidermiste, dont 2 tigres et 2 lions naturalisés, un léopard entier, des peaux de zèbre de Hartmann, etc. Le 21 mars, 137 autres trophées de chasse d’animaux protégés étaient saisis chez un autre taxidermiste (valeur estimée à environ 33 000 €), dont des oiseaux rares congelés en attente de naturalisation. En 2007, en France, ce sont 642 constats portant sur des espèces protégées qui ont été faits par la douane, permettant la saisie de 25 000 spécimens.
La Communauté européenne réglemente au niveau intra-communautaire la circulation des espèces protégées par la Convention de Washington : elle définit quatre annexes (A, B, C et D), contre trois pour la Convention de Washington (I, II et III). En plus des formalités douanières, les espèces figurant à l'annexe A, y compris quand elles sont naturalisées, doivent recevoir un Certificat Intra-Communautaire (CIC), délivré par l'organe de gestion du pays (les DIREN en France) à la demande du détenteur de l'animal. Ce certificat doit accompagner tout spécimen naturalisé, notamment lorsqu'il est déplacé.
Enfin, en France, la naturalisation d'un spécimen appartenant à une espèce protégée de la faune sauvage, ainsi que son exposition au public et son déplacement, doivent faire l'objet d'une autorisation préfectorale (arrêté du 26 novembre 2013) comme le confirme la réponse du Ministère de l'écologie, du développement durable et de l'énergie à une question écrite au Sénat.
Remarque : Un trophée de chasse s'il provient d'un animal légalement tué en forêt est considéré par la FAO comme un produit forestier autre que le bois, qui devrait donc être comptabilisé par les États pour l'évaluation de la production des forêts et par les processus d'écocertification forestière (FSC, PEFC, etc.).

## Galerie

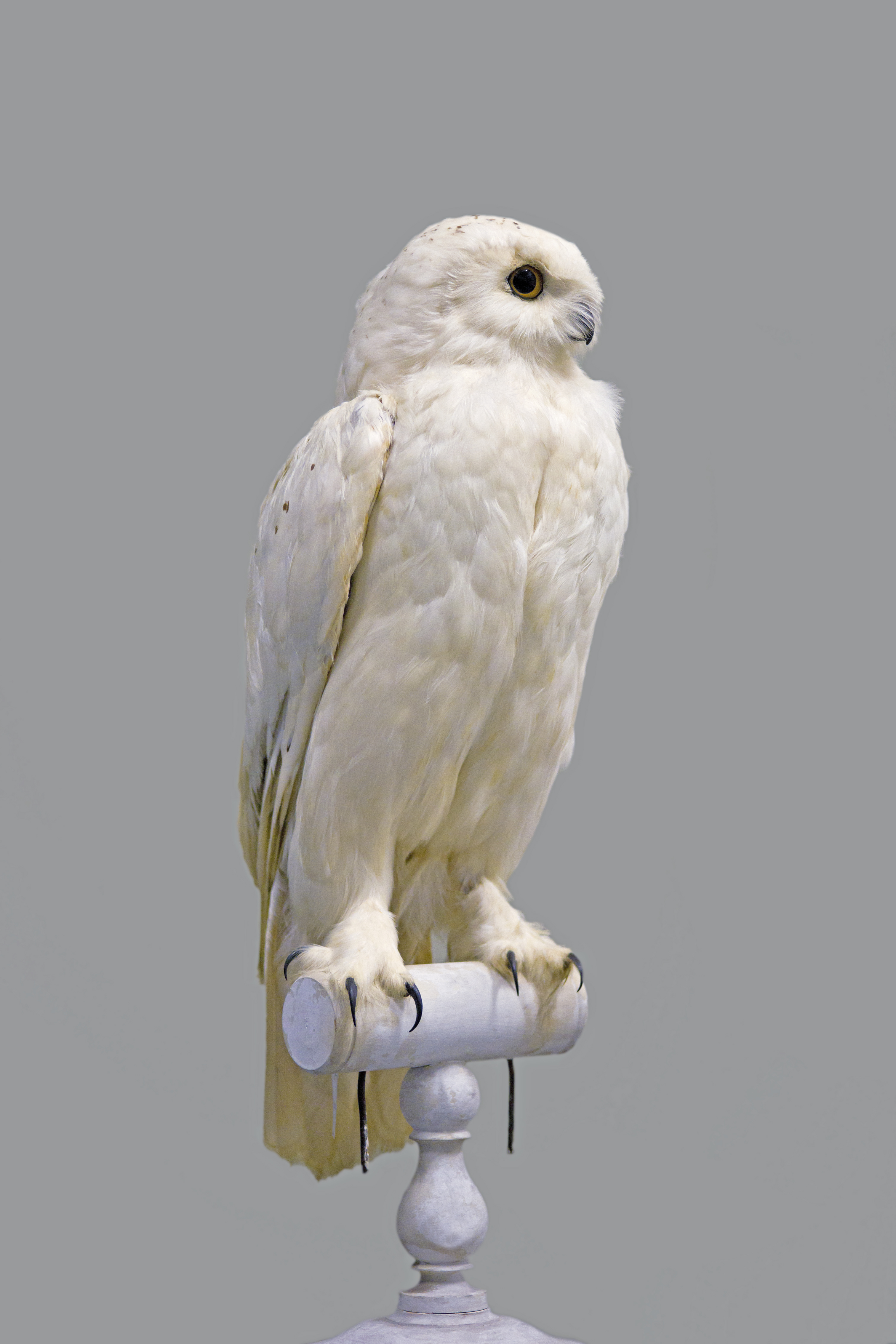
Harfang des neiges naturalisé en 1807, muséum de Toulouse.
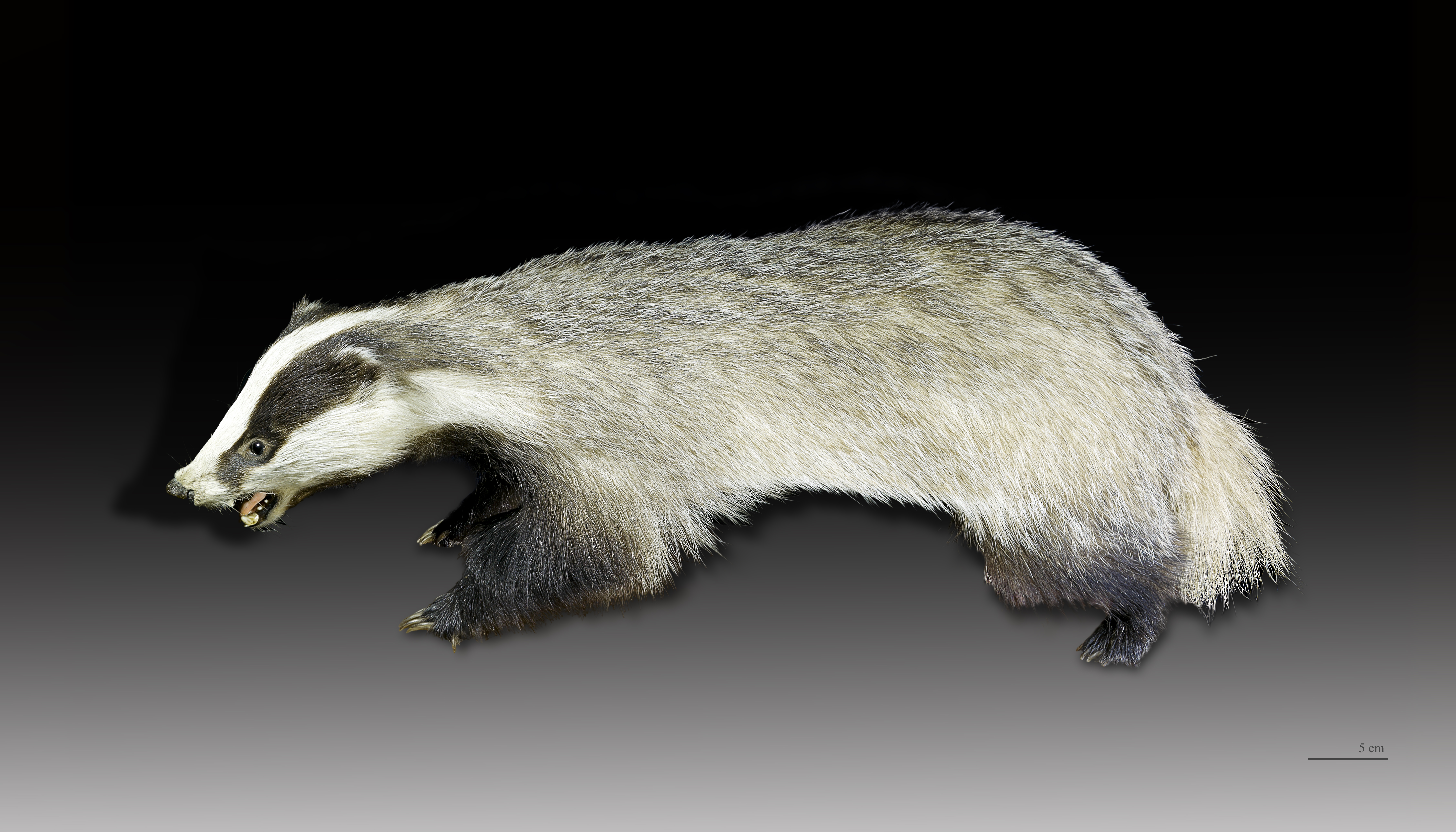
Blaireau européen, muséum de Toulouse.
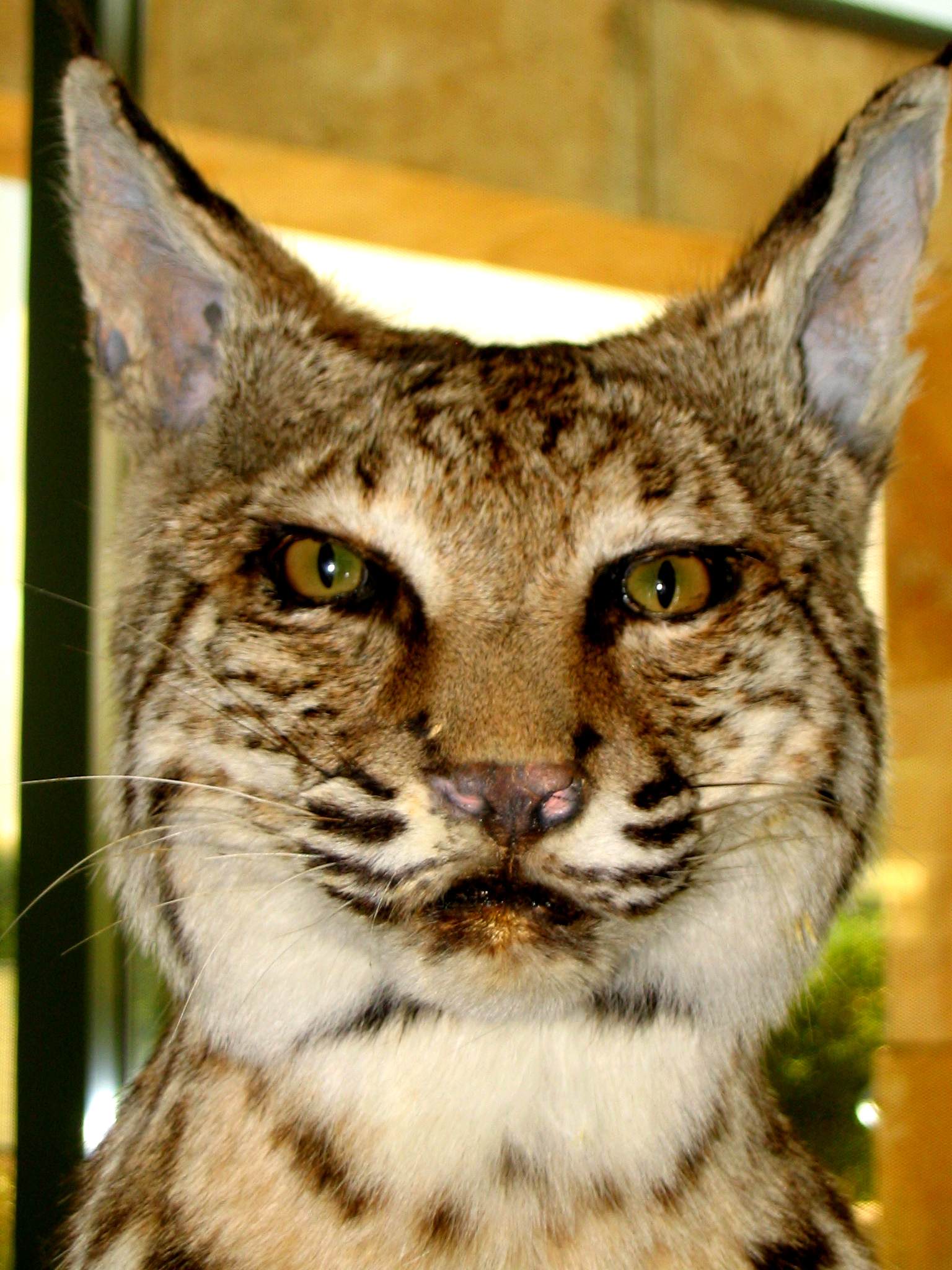
Lynx roux, Patuxent Wildlife Research Center (en), Maryland, États-Unis.
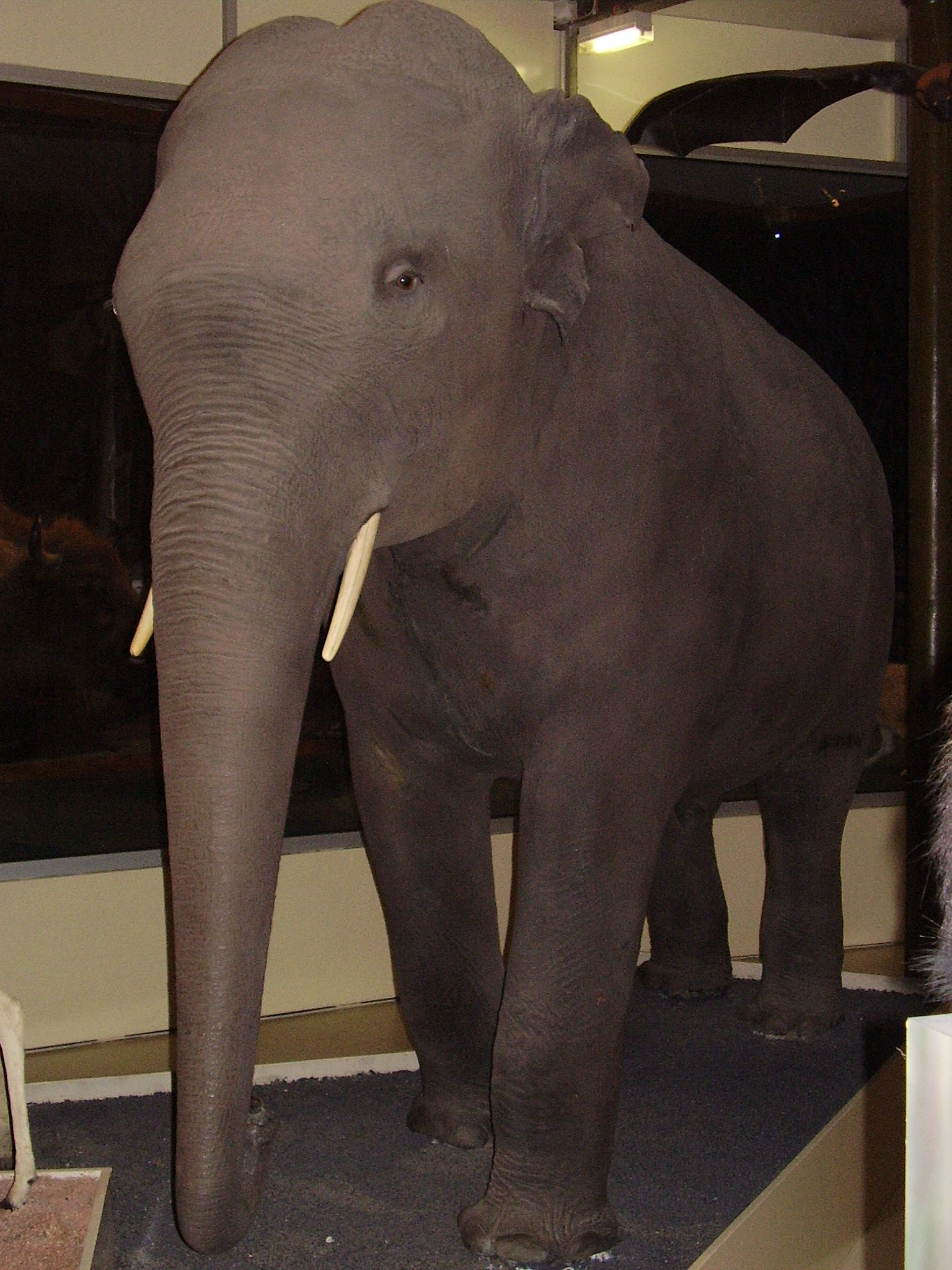
Hans, l'éléphant naturalisé par Louis Dufresne, spécimen 1931.1.18, né au Sri Lanka vers 1785, mort à Paris en janvier 1802, muséum d'histoire naturelle de Bourges.
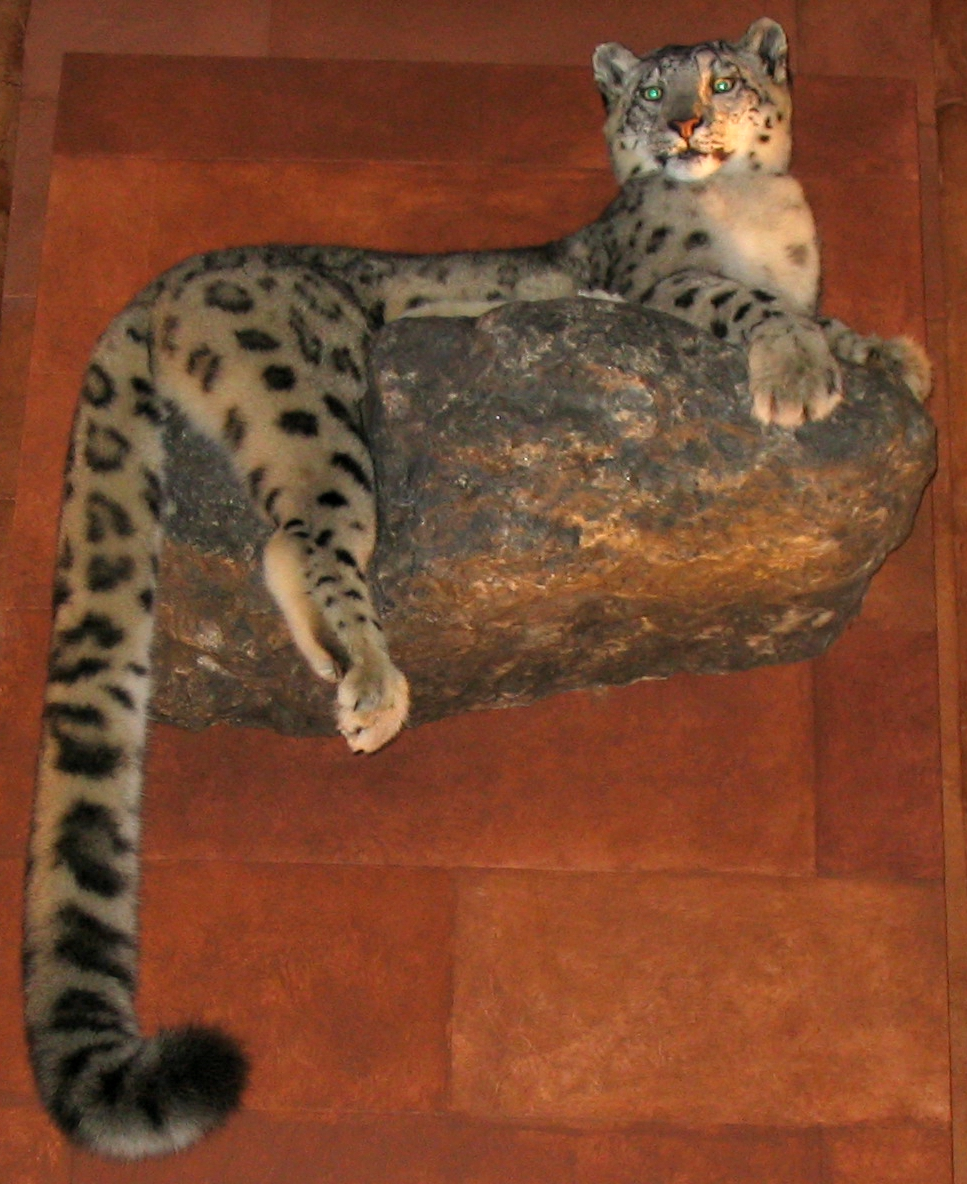
Once naturalisée.
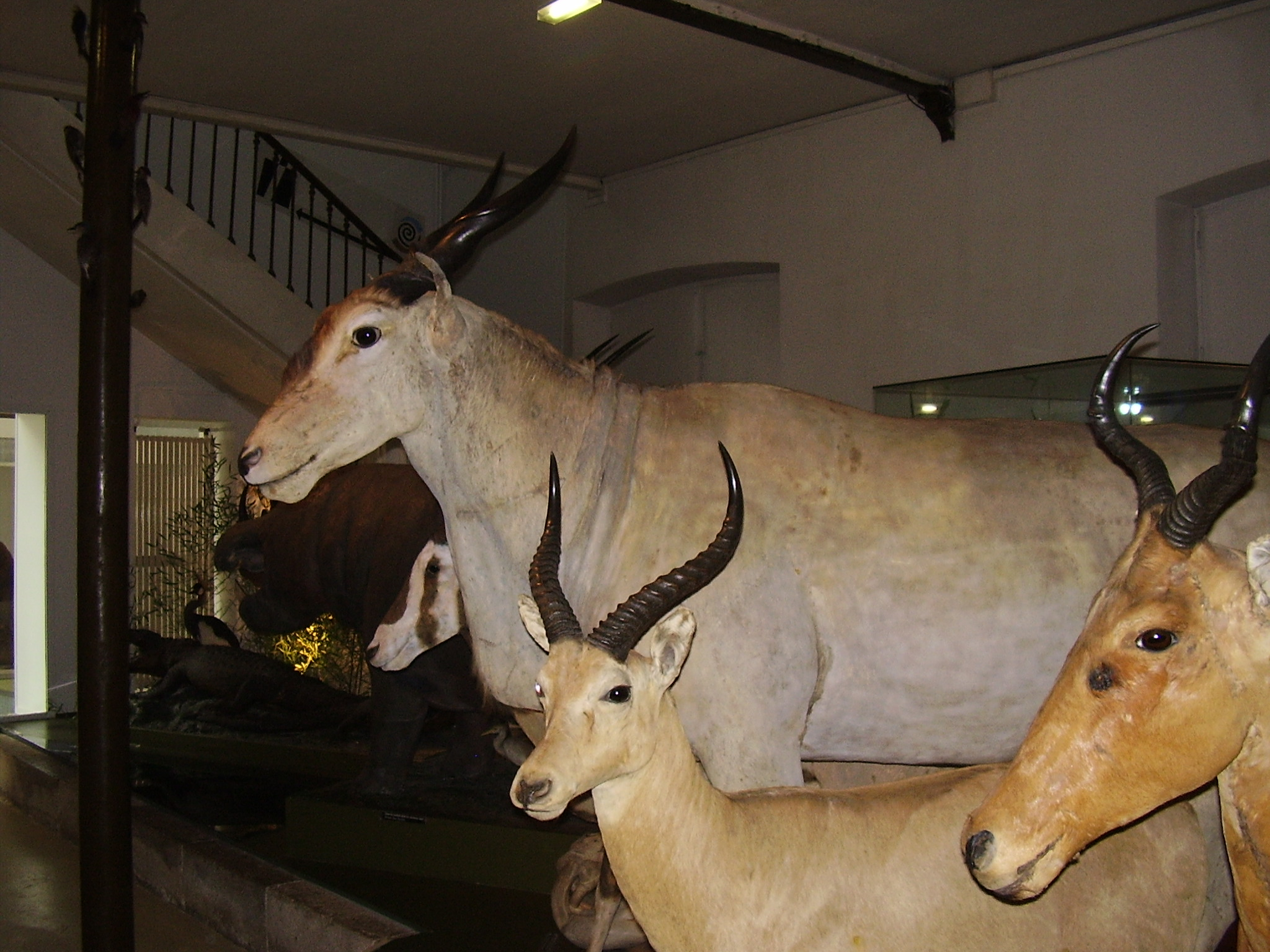
Élands du Cap, spécimen 1927.1.1.2, coll. Guy Babault, Kenya, 1913, muséum d'histoire naturelle de Bourges.

#### Ouvrages
- Collectif, Manuel complet du taxidermiste, De Vecchi, 1998, collection Animaux.
- Jean Labrie, La taxidermie moderne, Les Éditions de l'Homme, décembre 1989, collection Chasse et Pèche  (ISBN 978-2-7619-0619-7).
- Alexis Turner, Taxidermie, traduit de l'anglais par Annie Perez, Gallimard, collection Albums Beaux Livres, 2013, 256 pages, 306 illustrations  (ISBN 978-2-07-014086-2).
- Jack Thiney et Jacques Vekemans, Mort ou vif : chronique d'une taxidermie contemporaine, La Martinière, 2014, 185 pages,  (ISBN 978-2-7324-5997-4).

#### Revue
- OCIM (Office de coopération et d'information des musées), La Lettre de l’OCIM : Taxidermie, hors-série no 3, 2002.

### Vidéo
- Eric Voilquin, La taxidermie moderne, Videotel International, 2005 (durée 64 minutes, format WMV).